# Anel Radmilović
Anel Radmilović (29 agosto 1988) è un giocatore di calcio a 5 bosniaco.

## Carriera

### Club
Radmilović ha iniziato a giocare a calcio a 5 con la maglia del Tango Sarajevo, all'epoca militante nel campionato della Repubblica Serba di Bosnia ed Erzegovina. Nella stagione 2013-14 debutta nella Coppa UEFA, risultando tra i protagonisti della sorprendente qualificazione del Tango alla fase élite della competizione. Nella seconda metà della stagione gioca per il Nacional Zagabria, unica esperienza all'estero della sua carriera. Radmilović gioca in seguito per Centar Sarajevo e Mostar-SG, con cui vince complessivamente quattro campionati. Nel gennaio del 2022 Radmilović si trasferisce alla neonata sezione calcettistica dello Željezničar impegnata nella seconda divisione nazionale.

### Nazionale
Radmilović ha giocato per undici anni nella nazionale maschile di calcio a 5 della Bosnia ed Erzegovina, di cui è stato inoltre capitano. Il 13 gennaio 2022, a pochi giorni dal debutto della Bosnia ed Erzegovina nel campionato europeo, annuncia il suo ritiro dalla nazionale al termine della competizione.

## Palmarès
- Campionato bosniaco: 5
  - Tango Sarajevo: 2012-13
  - Centar Sarajevo: 2014-15, 2015-16
  - Mostar SG: 2018-19, 2020-21